# Emelie Wikström
Emelie Sara Marianne Wikström (ur. 2 października 1992 w Sävsjö) – szwedzka narciarka alpejska, reprezentantka klubu IFK Sävsjö, brązowa medalistka mistrzostw świata.

## Kariera
Po raz pierwszy na arenie międzynarodowej Emelie Wikström pojawiła się 17 listopada 2007 roku w Tärnaby, gdzie w zawodach FIS Race w slalomie zajęła 21. miejsce. W 2009 roku wystartowała na IX Zimowym Olimpijskim Festiwalu Młodzieży Europy, zdobywając złoty medal w slalomie. W tym samym roku wzięła udział w mistrzostwach świata juniorów w Garmisch-Partenkirchen, zajmując między innymi 27. miejsce w slalomie i biegu zjazdowym. Jeszcze czterokrotnie startowała na imprezach tego cyklu, najlepszy wynik osiągając podczas mistrzostw świata juniorów w Roccaraso w 2012 roku, gdzie była ósma w slalomie.
W zawodach Pucharu Świata zadebiutowała 30 stycznia 2009 roku w Garmisch-Partenkirchen, gdzie nie zakwalifikowała się do drugiego przejazdu slalomu. Pierwsze pucharowe punkty wywalczyła blisko dwa lata później, 29 grudnia 2010 roku w Semmering, gdzie w tej samej konkurencji była trzynasta. Nigdy nie stanęła na podium zawodów tego cyklu, najwyższą lokatę osiągając 17 marca 2012 roku w Schladming, gdzie w swojej koronnej konkurencji była czwarta. Walkę o podium przegrała tam z Austriaczką Marlies Schild o 0,33 sekundy. Najlepsze wyniki osiągnęła w sezonie 2011/2012, kiedy zajęła 46. miejsce w klasyfikacji generalnej.
W lutym 2011 roku wystartowała w slalomie podczas mistrzostw świata w Garmisch-Partenkirchen, kończąc rywalizację na 24. pozycji. Trzy lata później brała udział w igrzyskach olimpijskich w Soczi, gdzie była szósta w tej samej konkurencji. W 2017 roku wspólnie z kolegami i koleżankami z reprezentacji zdobyła brązowy medal w drużynie podczas mistrzostw świata w Sankt Moritz.
W październiku 2021 r. zakończyła karierę.

## Osiągnięcia

### Igrzyska olimpijskie
| Miejsce | Dzień     | Rok  | Miejscowość | Konkurencja | Czas biegu | Strata | Zwyciężczyni     |
| ------- | --------- | ---- | ----------- | ----------- | ---------- | ------ | ---------------- |
| 6.      | 21 lutego | 2014 | Soczi       | Slalom      | 1:44,54    | +1,57  | Mikaela Shiffrin |
| 12.     | 16 lutego | 2018 | Pjongczang  | Slalom      | 1:38,63    | +2,94  | Frida Hansdotter |
| 5.      | 24 lutego | 2018 | Pjongczang  | Drużynowo   | -          | -      | Szwajcaria       |

### Mistrzostwa świata
| Miejsce | Dzień     | Rok  | Miejscowość       | Konkurencja | Czas biegu | Strata | Zwyciężczyni          |
| ------- | --------- | ---- | ----------------- | ----------- | ---------- | ------ | --------------------- |
| 24.     | 11 lutego | 2011 | Ga-Pa             | Slalom      | 1:45,79    | +4,40  | Marlies Schild        |
| 3.      | 14 lutego | 2017 | Sankt Moritz      | Drużynowo   | -          | -      | Francja               |
| 8.      | 18 lutego | 2017 | Sankt Moritz      | Slalom      | 1:37,27    | +2,93  | Mikaela Shiffrin      |
| 15.     | 20 lutego | 2021 | Cortina d’Ampezzo | Slalom      | 2:30,66    | +3,82  | Katharina Liensberger |

### Mistrzostwa świata juniorów
| Miejsce | Dzień       | Rok  | Miejscowość       | Konkurencja | Czas biegu | Strata | Zwyciężczyni         |
| ------- | ----------- | ---- | ----------------- | ----------- | ---------- | ------ | -------------------- |
| DNF1    | 1 marca     | 2009 | Ga-Pa             | Slalom      | 1:42,07    | +7,98  | Denise Feierabend    |
| DNF1    | 2 marca     | 2009 | Ga-Pa             | Gigant      | 2:45,81    | -      | Viktoria Rebensburg  |
| 29.     | 4 marca     | 2009 | Ga-Pa             | Supergigant | 1:19,80    | +4,21  | Viktoria Rebensburg  |
| 27.     | 6 marca     | 2009 | Ga-Pa             | Zjazd       | 1:19,60    | +2,66  | Marine Gauthier      |
| 37.     | 31 stycznia | 2010 | Region Mont Blanc | Supergigant | 1:32,21    | +2,69  | Marine Gauthier      |
| DNF1    | 1 lutego    | 2010 | Region Mont Blanc | Slalom      | 1:34,47    | -      | Christina Geiger     |
| 13.     | 4 lutego    | 2010 | Region Mont Blanc | Zjazd       | 1:20,89    | +1,65  | Jéromine Géroudet    |
| 25.     | 5 lutego    | 2010 | Region Mont Blanc | Gigant      | 1:38,34    | +2,37  | Mona Løseth          |
| DNF1    | 2 lutego    | 2011 | Crans-Montana     | Gigant      | 2:28,27    | -      | Sara Hector          |
| 10.     | 3 lutego    | 2011 | Crans-Montana     | Slalom      | 1:40,32    | +3,61  | Jessica Depauli      |
| 8.      | 1 marca     | 2012 | Roccaraso         | Slalom      | 1:42,69    | +2,39  | Stephanie Brunner    |
| DNF1    | 21 lutego   | 2013 | Québec            | Slalom      | 1:52,10    | -      | Magdalena Fjällström |
| 42.     | 22 lutego   | 2013 | Québec            | Gigant      | 2:22,23    | +6,69  | Lisa-Maria Zeller    |
| 20.     | 24 lutego   | 2013 | Québec            | Supergigant | 1:00,89    | +1,88  | Stephanie Venier     |
| 38.     | 26 lutego   | 2013 | Québec            | Zjazd       | 1:11,18    | +3,43  | Jennifer Piot        |

### Puchar Świata

#### Miejsca w klasyfikacji generalnej
- sezon 2010/2011: 90.
- sezon 2011/2012: 46.
- sezon 2012/2013: 78.
- sezon 2013/2014: 58.
- sezon 2014/2015: 67.
- sezon 2015/2016: 63.
- sezon 2016/2017: 41.
- sezon 2017/2018: 73.
- sezon 2018/2019: 69.
- sezon 2019/2020: 52.
- sezon 2020/2021: 68.

#### Miejsca na podium w zawodach
Wikström nigdy nie stanęła na podium zawodów PŚ.